# 圣朗
圣朗（法語：Saint-Laon）是法国普瓦图-夏朗德大区 维埃纳省的一个市镇，属于沙泰勒罗区 卢丹县。该市镇2009年时的人口 为126人。

## 人口
圣朗人口变化图示
| 数据来源：INSEE |